# 피르도프

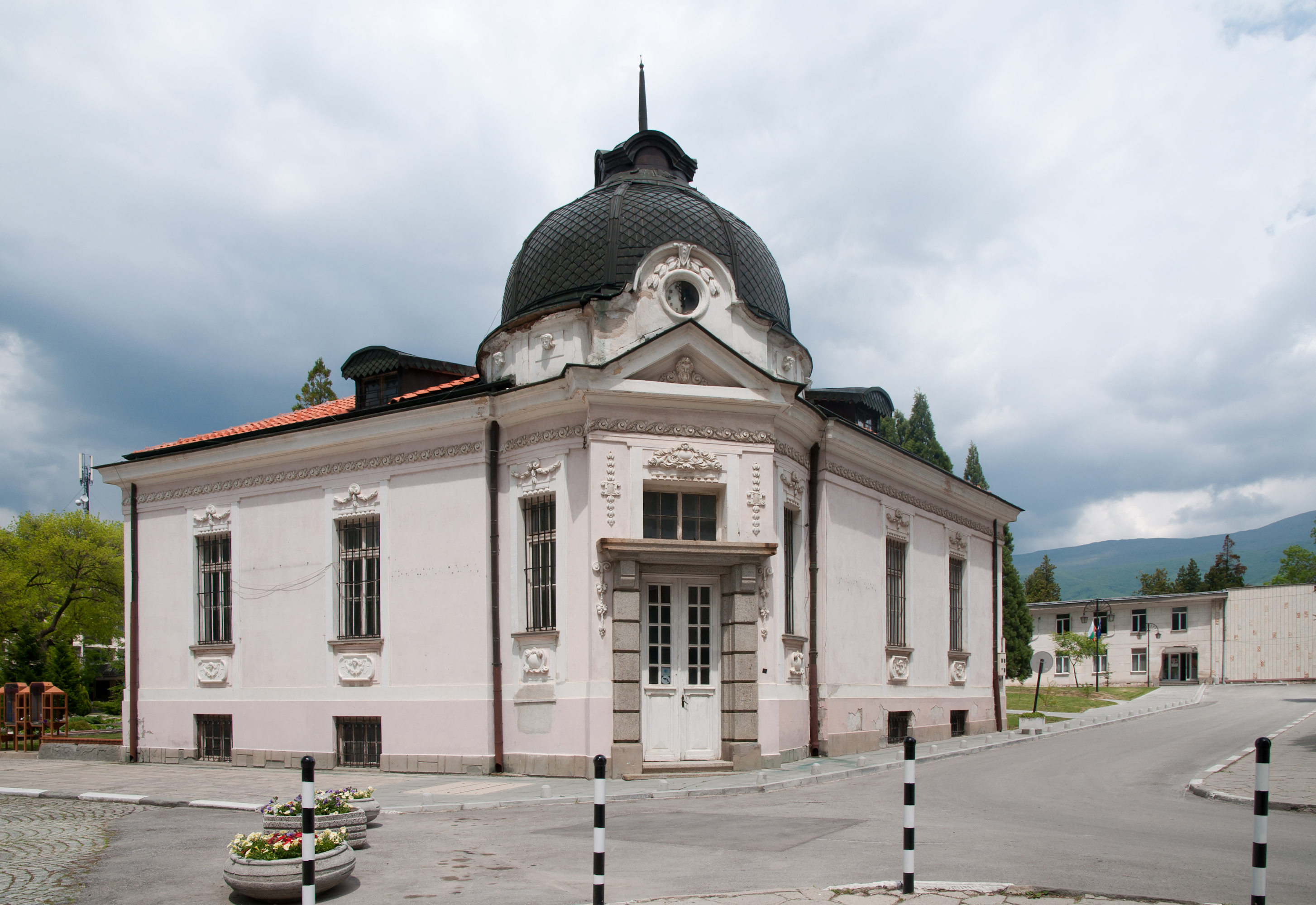
피르도프 은행

피르도프(불가리아어: Пирдоп, Pirdop)는 불가리아 소피아주의 도시로 높이는 670m, 인구는 8,040명(2009년 12월 기준)이다. 북쪽으로는 발칸산맥, 남쪽으로는 스레드나고라산맥과 접한다.

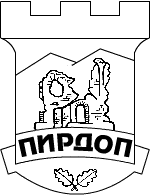
시 문장